# Porotrichodendron porteri
Porotrichodendron porteri är en bladmossart som beskrevs av Brotherus 1925. Porotrichodendron porteri ingår i släktet Porotrichodendron och familjen Lembophyllaceae. Inga underarter finns listade i Catalogue of Life.